# Ernst Albihn
Ernst Teodor Albihn, född 11 mars 1892, död 6 september 1944, var en svensk fotbollsdomare, som dömde flera internationella matcher på 1910- och 1920-talet.
Albihn spelade fotboll i IFK Norrköping från 1909, och var åren 1913–1919 en av de mest anlitade fotbollsdomarna i Sverige. Han dömde flera landskamper.
Civilt arbetade han som köpman i Stockholm.